# Maurice Joyeux
Maurice Joyeux (29 de enero de 1910-9 de diciembre de 1991) fue un escritor y anarquista francés. Primero trabajó como mecánico y luego como librero, siendo una figura notable en el movimiento libertario francés. Su padre murió como activista social.
En 1928, se unió a los servicios militares en Marruecos y completó su servicio en Argelia. Fue militante anarcosindicalista en la CGTU y luego en Force Ouvrière ayudó a reconstruir dos veces la Fédération Anarchiste después de la Segunda Guerra Mundial y también en 1953.

## Vida
Huérfano de guerra (su padre era un militante socialista), Maurice Joyeux trabajó primero como aprendiz y luego como obrero. A la edad de 14 años, pasó por primera vez por un tribunal correccional y fue condenado a pagar 1000 francos de multa por haberle roto una costilla al patrón con quien hacía su aprendizaje de cerrajero, porque le había levantado la mano amenazante. En 1928,  efectuó su servicio militar en Marruecos. Tuvo que pasar un año en prisión por un altercado con su superior, acabando en un regimiento disciplinario en Colomb-Béchar (Argelia).

### Sindicalismo y anarquismo
Su primer contacto con el anarquismo se produjo en 1927 durante la campaña por la liberación de Sacco y Vanzetti. Militó en el seno de la CGTU y se comprometió con el Comité de los desocupados del que se hace su secretario. Fue arrestado el 16 de febrero de 1933 como consecuencia de la ocupación y el saqueo del consulado polaco en Levallois-Perret (Sena) en protesta por la muerte de un obrero polaco en un campamento de barracas, donde ratas le habían comido la mitad del brazo. El 12 de abril la cámara correccional lo condenó a tres meses de prisión y a 25 francos de multa para rotura de una cerca, violación de domicilio y vagabundeo.
En 1935, se adhiere a la Unión Anarquista y es condenado a seis meses de prisión por actos de violencia contra agentes. En 1936, participa en las ocupaciones de fábricas y fue animador del Front révolutionnaire. En 1938, es nuevamente condenado a seis meses de prisión por actos de violencias.
Contrario a la entrada de Francia en la guerra, fue detenido en 1940 y condenado a 5 años de prisión y encarcelado en Lyon en la prisión Montluc. De esta prisión logró evadirse pero fue recapturado en 1944.

### Reconstrucción de la Fédération Anarchiste
Luego de finalizada la Segunda Guerra Mundial, se dedicó a la conformación de una Federación Anarquista, dentro de los principios del sintetismo, junto a figuras libertarias de la talla de Robert Joulin, Henri Bouyé, Georges Fontenis, Suzy Chevet Renée Lamberet, Georges Vincey, Aristide y Paul Lapeyre, Maurice Fayolle, Maurice Laisant, Giliane Berneri, Solange Dumont Roger Caron, Henri Oriol y Paul Chery. Asumió la dirección del periódico Le Libertaire entre 1947 y 1949.
Por un artículo publicado el 3 de abril de 1947 titulado « Préparation militaire », fue condenado el 17 de febrero de 1948 a 5000 francos de multa. En 1950 fue nuevamente condenado por "apología de la muerte" a 40.000 francos de multa por otro artículo aparecido en Le Libertaire el 17 de febrero de ese año.
A partir de 1948 militó en el sindicato Confédération générale du travail-Force ouvrière (CGT-FO). Poco después abrió una librería en París, Le Château des brouillards.
En 1953 la Federación entra en crisis y se produce una escisión comandada por George Fontenis, que forma la Organisation Pensée Bataille (OPB), una organización clandestina al propio seno de la federación. De esta crisis surge la Fédération communiste libertaire (FCL), de tendencia plataformista. 
Anarcosindicalista y antimarxista convencido, Joyeux participó en la reconstrucción de una nueva Federación Anarquista y un nuevo periódico, Le Monde Libertaire. El estilo de la nueva federación era de tipo inclusivo, abierto a todas las tendencias y con el objetivo de que el anarquismo volviese a tener importancia y peso en la lucha político-social. Este estilo abierto y la posibilidad de veto de cada una de las organizaciones integrantes a la línea de la Federación, llevó a numerosos conflictos internos, en especial con la tendencia anarquista individualista. 
En 1960 fue uno de los firmantes del Manifiesto de los 121, manifiesto que tomaba posición en la Guerra de Argelia.
En mayo de 1968, con su compañera, Suzy Chevet (1905-1972), y el Groupe Louise Michel, crearon La Rue, revista de expresión cultural libertaria, con 87 publicados, de 1968 a 1987.
En 1981, Joyeux fue el primer invitado de Radio libertaire, radio libre de la Fédération anarchiste en París.
Maurice Joyeux fue amigo de André Breton,  de Albert Camus, de Georges Brassens y de Léo Ferré.

## Obras
- Le Consulat polonais, Calmann-Lévy, 1957.
- L’Anarchie et la société moderne. Précis sur une structure de la pensée et de l’action révolutionnaires et anarchistes, Nouvelles Éditions Debresse, 1969.
- L’Anarchie et la révolte de la jeunesse, Casterman, 1970.
- Mutinerie à Montluc, Éditions La Rue, 1971.
- L’Écologie, La Rue, 1975.
- Bakounine en France, La Rue, 1976.
- L’Anarchie dans la société contemporaine : une hérésie nécessaire ? , Casterman, 1977, OCLC 4369078, 1996.
- Karl Marx, le ténia du socialisme !, La Rue, 1983.
- Sous les plis du drapeau noir et Souvenirs d'un anarchiste ; 2 tomos, Éditions du Monde Libertaire, 1988.

### Artículos
- Artículos publicados en Le Monde Libertaire Le Monde libertaire.
- Autogestion, Gestion directe, Gestion ouvrière. L'Autogestion, pourquoi faire ?, Volonté Anarchiste, n°9, Paris, edición del grupo Fresnes-Antony de la Fédération Anarchiste, 1979, texte intégral.
- Pourquoi j'ai signé le manifeste des 121 ?, Le Monde libertaire, n°64, novembre 1960, texte intégral.
- L’Écologie : une chaîne dont le dernier maillon est la révolution libertaire, La Rue, n°20,  1975, texte intégral.